# Стоюніна Марія Миколаївна

Стоюніна (друга зліва) в гостях у Рєпіна

Марі́я Микола́ївна Стою́ніна, до шлюбу Тіхменєва (рос. Мария Николаевна Стоюнина; * 24 листопада (6 грудня) 1846, Кам'янець-Подільський — † 12 березня 1940, Чехословаччина) — російська педагогиня, громадська діячка. Засновниця приватної жіночої гімназії в Санкт-Петербурзі.

## Біографія
Марія Тіхменєва народилася 24 листопада (6 грудня) 1846 року в Кам'янці-Подільському. Коли їй було три роки, з батьками переїхала до Москви. Тут Тіхменєви прожили близько восьми років, а далі переїхали в Санкт-Петербург. У столиці Російської імперії Марія навчалася в 1-ій Маріїнській гімназії.
Дружина педагога Володимира Яковича Стоюніна.
Авторка «Моїх спогадів про Достоєвських».